# Élections constituantes de 1945 dans le Finistère
Les élections constituantes françaises de 1945 se déroulent le 21 octobre.

## Mode de scrutin
Les députés sont élus selon le système de représentation proportionnelle suivant la règle de la plus forte moyenne dans le département, sans panachage ni vote préférentiel.
Il y a 586 sièges à pourvoir.
Dans le département du Finistère, neuf députés sont à élire.

## Élus
Les neuf députés élus sont : 
| Identité                  | Parti | Parti |
| ------------------------- | ----- | ----- |
| André Colin               |       | MRP   |
| André Monteil             |       | MRP   |
| Antoine Vourc'h           |       | MRP   |
| Emmanuel Fouyet           |       | MRP   |
| Pierre Hervé              |       | PCF   |
| Gabriel Paul              |       | PCF   |
| François Tanguy-Prigent * |       | SFIO  |
| Jean-Louis Rolland *      |       | SFIO  |
| Jean Crouan *             |       | UR    |

* : Anciens députés.

## Résultats

### Résultats à l'échelle du département
| Parti          | Parti                                             | Tête de liste           | Résultats | Résultats | Sièges |
| Parti          | Parti                                             | Tête de liste           | Voix      | %         | Sièges |
| -------------- | ------------------------------------------------- | ----------------------- | --------- | --------- | ------ |
|                | Mouvement républicain populaire                   | André Colin             | 126 803   | 34,64     | 4      |
|                | Parti communiste français                         | Pierre Hervé            | 81 628    | 22,30     | 2      |
|                | Section française de l'Internationale ouvrière    | François Tanguy-Prigent | 78 601    | 21,47     | 2      |
|                | Union républicaine                                | Jean Crouan             | 36 123    | 9,87      | 1      |
|                | Union démocratique et socialiste de la Résistance | Jean Morvan             | 27 000    | 7,38      | -      |
|                | Parti républicain radical et radical socialiste   | Albert Le Bail          | 15 918    | 4,35      | -      |
|                |                                                   |                         |           |           |        |
| Inscrits       | Inscrits                                          | Inscrits                | 482 615   | 100,00    | 9      |
| Votants        | Votants                                           | Votants                 | 373 900   | 77,47     |        |
| Blancs et nuls | Blancs et nuls                                    | Blancs et nuls          | 7 827     | 2,09      |        |
| Exprimés       | Exprimés                                          | Exprimés                | 366 073   | 97,91     |        |